# Jenny Nilsson
Jenny Ella Kristina Nilsson, född 17 mars 1975 i Örnsköldsvik, är en svensk skådespelare.

## Biografi
Nilsson studerade vid Teaterhögskolan i Göteborg 2002-2006. Därefter har hon varit verksam vid bland annat Helsingborgs stadsteater och Regionteater Väst.

## Teater

### Roller
| År   | Roll   | Produktion                                                                 | Regi             | Teater                   |
| ---- | ------ | -------------------------------------------------------------------------- | ---------------- | ------------------------ |
| 2010 | Carola | Hantverkarna (Håndværkerne) Line Knutzon                                   | Lasse Beischer   | Helsingborgs stadsteater |
| 2010 | Alice  | Alice i äventyrslandet - en äventyrlig vandringsföreställning Lewis Carrol | Hilde Brinchmann | Helsingborgs stadsteater |